# Ich bin Polleke!
Ich bin Polleke! (niederländischer Originaltitel Ik ben Polleke hoor) ist ein Jugendroman des niederländischen Autors Guus Kuijer, der 2001 mit Illustrationen von Alice Hoogstad beim Amsterdamer Verlag Em. Querido’s Uitgeverij N.V. veröffentlicht wurde. Die deutsche Erstausgabe in der Übersetzung von Sylke Hachmeister erschien 2005 beim Oetinger Verlag. Es ist der fünfte und letzte Band aus Kuijers Polleke-Reihe.

## Inhalt
Die beinahe dreizehnjährige Polleke muss mit dem Tod ihres Großvaters fertig werden. Und den zahlreichen Streitigkeiten ihrer Mutter mit ihrem neuen Mann Walter, der früher Pollekes Lehrer war. Polleke ist in Mimun verliebt, doch dieser ist über die Ferien in Marokko. Wegen ihrer Freundin Consuelo, deren Vater in Mexiko erschossen wurde, beschließt Polleke, Spanisch zu lernen. Zusammen mit ihrem Vater Spiek, der ein spirituelles Zentrum leitet, versucht Polleke, am Grab ihres Großvaters Gedichte zu schreiben. Es werden lustige Reime und beide müssen lachen. Während Polleke deshalb ein schlechtes Gewissen hat, beruhigt sie Spiek: Sie habe schließlich immer gerne mit ihrem Opa gelacht und daran ändere auch sein Tod nichts. Als Polleke mit ihrer Mutter im Kaufhaus ist, ist es Polleke anfangs peinlich, doch letztlich kaufen sie doch einen BH für sie. Und ein Geschenk für Mimun. Polleke und Consuelo fahren gemeinsam zu Pollekes Oma. Für Consuelo ist es die erste Fahrt mit einem Zug. Am Nachbarshof besuchen sie zuerst Pollekes Kalb, das ebenfalls Polleke heißt. Dann gehen sie zu Opas Grab. Auf Consuelos Wunsch hin nehmen sie Opas Lieblingsessen und -getränk mit: Kartoffeln und eine Flasche Genever. Sie trinken dort auf Opas Wohl. Ein Friedhofsbesucher namens Siepert riecht den Alkohol und wirft ihnen vor, gesoffen zu haben. Er führt die beiden wie ein Polizist ab zu Pollekes Oma, doch die macht nicht viel Wind um die Geschichte und meint nur zu ihrer Enkelin, es wäre nicht richtig gewesen. Consuelo geht am nächsten Tag frühmorgens nochmals zum Grab, um dort die vergessenen Kartoffeln einzusetzen. Mimun kehrt früher als erwartet von Marokko zurück. Er hat ein Geschenk für Polleke: ein Kopftuch. Polleke überreicht ihm ihrerseits ihr Geschenk: eine Kette mit einem Herz, in dessen Inneren sich ein Bild von Polleke befindet. Beiden sind die für sie gedachten Geschenke peinlich, zumindest wollen sie damit nicht von anderen gesehen werden. Mimun erzählt Polleke, dass er das von seinen Eltern ausgesuchte marokkanische Mädchen nicht heiraten werde. Doch nicht, wie sich Polleke insgeheim gewünscht hat, weil sie von einem Kamel gefallen ist, sondern einfach weil Mimuns Eltern mit der Familie des Mädchens in Streit geraten sind. Polleke ist naturgemäß sehr glücklich über diese Wendung und gibt Mimun einen Kuss. Sie schlägt ihm vor, dass sie später einmal auf Omas Hof Bauern werden könnten. Einige Zeit später bekommt Pollekes Opa einen Grabstein. Ihre Oma lädt die gesamte Familie zur Zeremonie ein und ersucht alle, einen kleinen Stein mitzubringen. Als sie die Steine am Grab niederlegen wollen, entdecken sie dort junge Kartoffelpflänzchen. Für Oma ist es ein Wunder, hat ihr Mann doch Kartoffeln so geliebt. Eine Woche später wird Polleke dreizehn.

## Rezeption
Toin (Antonius) Duijx schreibt in seiner Rezension: „Guus Kuijer ist immer auf der Seite seiner Heldin. Die schnörkellose Klarheit seiner Erzählung hält das perfekte Gleichgewicht zwischen der Beschreibung aktueller Probleme und der scheinbar kindlichen Einfachheit von Pollekes Umgang mit ihnen. Als Leser kann man sich rasch mit Pollekes Denkweise und Verhalten identifizieren.“ Christian Holzmann schreibt auf schule.at: „Was Kuijers Polleke-Erzählungen so attraktiv macht, ist […] der positive Grundton. Dazu kommt, dass er so nebenbei eine einigermaßen tolerante, multikulturelle Gemeinschaft zeichnet (wobei allerdings zu bedenken ist, dass der Roman in den Niederlanden bereits 2001 erschienen ist). Erstaunlich ist auch, wie Kuijer auf wenigen Seiten eigentlich alles, was so im Jugendbuch gang und gäbe ist (von Tod bis Drogen, fremde Kulturen und eigenes Hick-Hack), unterbringt, ohne dabei aufdringlich zu wirken. Und Tatsache ist, dass Polleke, die Dichterin, die nicht unterzukriegen ist, zu den ganz sympathischen Heldinnen der Kinder- und Jugendliteratur gehört.“

## Referenzen
Ich bin Polleke! wird in dem literarischen Nachschlagewerk 1001 Kinder- und Jugendbücher – Lies uns, bevor Du erwachsen bist! für die Altersstufe 12+ Jahre empfohlen.

## Ausgaben
- Ik ben Polleke hoor. Em. Querido’s Uitgeverij B. V., Amsterdam 2001 (niederländisch).
- Ich bin Polleke! Oetinger, Hamburg 2005.